# Ben Tulett
Ben Tulett (Sevenoaks, 26 de agosto de 2001) es un ciclista británico, miembro del equipo Team Visma | Lease a Bike.

## Biografía
Su hermano Daniel (nacido en 1999) también es ciclista profesional.
Ben Tulett procedía del ciclocrós como su compatriota Tom Pidcock. Ganó el título mundial de la especialidad a nivel júnior (menores de 19) dos veces en 2018 y 2019.
En 2020 saltó al pelotón profesional dentro del equipo belga Alpecin-Fenix. En octubre, a los 19 años, se convirtió en el ciclista más joven en más de 100 años en terminar Lieja-Bastoña-Lieja.
En abril de 2021 finalizó en el puesto 17.º en la Amstel Gold Race y en el 12.º en la Flecha Valona. En agosto terminó en noveno lugar en la clasificación general del Tour de Polonia. Este fue su primer top 10 en una carrera del UCI WorldTour. Un mes después se anunció que se uniría al equipo británico INEOS Grenadiers desde 2022.

## Palmarés

### Ruta
2022
- 1 etapa de la Settimana Coppi e Bartali

2023
- Tour de Noruega, más 1 etapa

2025
- Settimana Coppi e Bartali, más 1 etapa

### Ciclocrós
2017-2018
- Campeonato Mundial de Ciclocrós Junior

2018-2019
- Campeonato Mundial de Ciclocrós Junior

2019-2020
- 2.º en el Campeonato del Reino Unido de Ciclocrós

## Resultados en Grandes Vueltas y Campeonatos del Mundo
| Carrera         | Carrera         | 2020 | 2021 | 2022 | 2023 | 2024 |
| --------------- | --------------- | ---- | ---- | ---- | ---- | ---- |
|                 | Giro de Italia  | —    | —    | 38.º | —    | —    |
|                 | Tour de Francia | —    | —    | —    | —    | —    |
|                 | Vuelta a España | —    | —    | —    | —    | —    |
| Mundial en Ruta | Mundial en Ruta | —    | —    | 14.º | —    | —    |

—: no participa
Ab.: abandono

## Equipos
- Alpecin-Fenix (2020-2021)
- INEOS Grenadiers[3] (2022-2023)
- Team Visma | Lease a Bike (2024-)